# Jorge Cham
Jorge Gabriel Cham (n. mai 1976, Panama) este un inginer devenit desenator, scriitor și producător, care scrie benzile desenate publicate pe web Piled Higher and Deeper⁠(d) (PhD Comics). Cham s-a născut în Panama și locuiește în Statele Unite, unde a început să deseneze PhD Comics pe când era student post-universitar la Universitatea Stanford. De atunci, benzile lui au fost preluate în mai multe ziare universitare și în șase colecții de cărți publicate. A apărut pe NPR⁠(d) pe 20 decembrie 2010. Alături de fizicianul Daniel Whiteson, el este coautorul cărții We Have No Idea (2017), o carte despre problemele nerezolvate din fizică. În septembrie 2018, Cham și Whiteson au debutat cu podcastul Daniel and Jorge Explain the Universe, produs de iHeartMedia, în care prezentatorii își propun să de explicații la întrebări populare și subiecte complexe despre știință, tehnologie și univers, în cel mai simplu mod posibil. În mai 2019, PBS Kids⁠(d) a anunțat Elinor Wonders Why, un nou serial animat co-creat de Cham, care a avut premiera pe 7 septembrie 2020. 

## Tinerețea și educația
Jorge Cham s-a născut și a crescut în Panama, părinții lui lucrând în zona Canalului Panama⁠(d) ca ingineri pentru guvernul Statelor Unite. A obținut licența⁠(d) la Georgia Institute of Technology în 1997, și a obținut un doctorat în inginerie mecanică la Universitatea Stanford. Anterior, a lucrat la Caltech ca instructor și ca cercetător în domeniul protezelor neurale⁠(d). Acum s-a dedicat pe deplin activității de desenator. 

## Caricaturist
În 2005, Cham a devenit caricaturist full-time și a început un turneu de prelegeri, invitat în marile universități, în care și-a susținut prelegerea intitulată „Puterea procrastinării”. Până în prezent, a susținut sute de prelegeri în întreaga lume. Cham vorbește în acestea despre experiențele sale de creare a benzilor desenate și examinează sursele anxietăților studenților post-universitari. De asemenea, el explorează vinovăția și miturile asociate procrastinării și susține că, în multe cazuri, aceasta este de fapt un lucru bun.
În 2012, Cham a scris și a produs The PHD Movie, un lungmetraj independent bazat pe benzile desenate. Filmul prezenta cercetători și cadre universitare reale și a fost proiectat la peste 500 de universități și centre de cercetare din întreaga lume. În 2015, Cham a scris și a produs The PHD Movie: Still in Grad School, o continuare a primului film, care și el a fost proiectat în întreaga lume. De asemenea, a ilustrat cartea Scientific Paper Writing: A Survival Guide (2015) de Bodil Holst⁠(d).
Cham a publicat, de asemenea, șase colecții de benzi desenate, cea mai recentă — o ediție aniversară de 20 de ani — finanțată din donații în valoare de peste 234.000 de dolari colectate pe Kickstarter.
Cartea sa We Have No Idea: A Guide to the Unknown Universe, împreună cu fizicianul Daniel Whiteson, a fost tradusă în peste 23 de limbi, a fost un best-seller Der Spiegel și a fost distins cu Premiul Național pentru Carte Wen Jin în China.
Cham este și co-creator al lui Elinor Wonders Why, o emisiune pe PBS Kids⁠(d) bazată pe fiica lui Cham. Serialul a avut premiera pe 7 septembrie 2020. El este coproprietar al Shoe Ink, firmă care produce serialul Elinor Wonders Why, precum și That's So Interesting, un serial de episoade scurte, cu actori, prezentat de Cham și cu personaje din Elinor Wonders Why.